# Lista dei partiti socialdemocratici
Questa lista è suscettibile di variazioni e potrebbe essere incompleta o non aggiornata.

## Europa
Albania
- Partia Socialiste e Shqipërisë (PSSH) (Partito Socialista d'Albania)
- Partia Socialdemokrate e Shqipërisë (PSD) (Partito Socialdemocratico d'Albania)
- Lëvizja Socialiste për Integrim (LSI) (Movimento Socialista per l'Integrazione)

 Austria
- Sozialdemokratische Partei Österreichs (SPÖ) (Partito Socialdemocratico d'Austria)

 Belgio
- Vooruit (Avanti)
- Parti Socialiste (PS) (Partito Socialista)

 Bulgaria
- Българска социалистическа партия / Balgarska Socialističeska Partija (БСП / BSP) (Partito Socialista Bulgaro)

 Cipro
- Κινήμα Σοσιαλδημοκρατών ΕΔΕΚ / Kinima Sosialdimokraton EDEK (ΕΔΕΚ / EDEK) (Movimento dei Socialdemocratici)

 Croazia
- Socijaldemokratska partija Hrvatske (SDP) (Partito Socialdemocratico di Croazia)

 Rep. Ceca
- Česká strana sociálně demokratická (ČSSD) (Partito Social Democratico Ceco)

 Danimarca
- Socialdemokraterne (Socialdemocratici)

 Estonia
- Sotsiaaldemokraatlik Erakond (SDE) (Partito Socialdemocratico)

 Finlandia
- Suomen Sosialidemokraattinen Puolue (SDP) (Partito Socialdemocratico Finlandese)

 Francia
- Parti Socialiste (PS) (Partito Socialista)
- Génération.s (G•s)

 Germania
- Sozialdemokratische Partei Deutschlands (SPD) (Partito Socialdemocratico di Germania)

 Grecia
- Πανελλήνιο Σοσιαλιστικό Κίνημα / Panellinio Sosialistiko Kinima (ΠΑΣΟΚ / PASOK) (Movimento Socialista Panellenico)
- Δημοκρατική Αριστερά / Dimokratiki Aristera (ΔΗΜΑΡ / DIMAR) (Sinistra Democratica)
- Συνασπισμός Ριζοσπαστικής Αριστεράς / Synaspismos Rizospastikis Aristeras (ΣΥΡΙΖΑ / SYRIZA) (Coalizione della Sinistra Radicale)

 Irlanda
- Labour Party - Páirtí an Lucht Oibre (LAB) (Partito Laburista)

 Islanda
- Samfylkingin Jafnaðarmannaflokkur (Alleanza Socialdemocratica)

 Italia
- Partito Democratico (Italia) (PD)
- Partito Socialista Italiano (PSI)
- Partito Socialista Democratico Italiano (PSDI)
- Possibile (Pos)
- Sinistra Italiana (SI)

 Lettonia
- Latvijas Sociāldemokrātiskā Strādnieku Partija (LSDSP) (Partito Socialdemocratico dei Lavoratori di Lettonia)
- Sociāldemokrātiskā Partija "Saskaņa" (SDPS) (Partito Socialdemocratico "Armonia")

 Lituania
- Lietuvos Socialdemokratų Partija (LSDP) (Partito Socialdemocratico di Lituania)

 Lussemburgo
- Lëtzebuerger Sozialistesch Arbechterpartei - Parti Ouvrier Socialiste Luxembourgeois (LSAP) (Partito Operaio Socialista Lussemburghese)

 Macedonia del Nord
- Социјалдемократски сојуз на Македонија / Socijaldemokratski sojuz na Makedonija (СДСМ / SDSM) (Unione Socialdemocratica di Macedonia)
- Нова социјалдемократска Партија / Nova Socijaldemokratska Partija (Nuovo Partito Socialdemocratico)

 Malta
- Partit Laburista (MLP) (Partito Laburista)

 Moldavia
- Partidul Democrat din Moldova (PDM) (Partito Democratico della Moldavia)

 Montenegro
- Demokratska Partija Socijalista Crne Gore (DPS) (Partito Democratico dei Socialisti del Montenegro)
- Socijaldemokratska partija Crne Gore (SDP) (Partito Socialdemocratico del Montenegro)

 Paesi Bassi
- Partij van de Arbeid (PvdA) (Partito del Lavoro)
- Socialistische Partij (SP) (Partito Socialista)
- GroenLinks (GL) (Sinistra Verde)

 Norvegia
- Arbeiderpartiet (AP) (Partito Laburista)

 Polonia
- Sojusz Lewicy Demokratycznej (SLD) (Alleanza della Sinistra Democratica)
- Unia Pracy (UP) (Unione del Lavoro)
- Socjaldemokracja Polska (SP) (Socialdemocrazia di Polonia)

 Portogallo
- Partido Socialista (PS) (Partito Socialista)
- Bloco de Esquerda (BE) (Blocco di Sinistra)

 Regno Unito
- Labour Party (Partito Laburista)
- Social Democratic and Labour Party - Páirtí Sóisialta Daonlathach an Lucht Oibre (SDLP) (Partito Social Democratico e Laburista)

 Romania
- Partidul Social Democrat (PSD) (Partito Social Democratico)

 San Marino
- Partito dei Socialisti e dei Democratici (PSD)
- Partito Socialista (PS)

 Slovacchia
- Smer – sociálna demokracia (Direzione - Socialdemocrazia)

 Slovenia
- Socialni demokrati (SD) (Socialdemocratici)

 Spagna
- Partido Socialista Obrero Español (PSOE) (Partito Socialista Operaio Spagnolo)

 Svezia
- Sveriges Socialdemokratiska Arbetareparti (SAP) (Partito Socialdemocratico dei Lavoratori di Svezia)

 Svizzera
- Partito Socialista Svizzero (PS)

 Ungheria
- Magyar Szocialista Párt (MSZP) (Partito Socialista Ungherese)
- Magyarországi Szociáldemokrata Párt (MSZDP) (Partito Socialdemocratico d'Ungheria)

## Asia
Giappone
- Partito Socialdemocratico

 Hong Kong
- Lega dei Socialdemocratici

 Israele
- Partito Laburista Israeliano
- Meretz

 Libano
- Partito Socialista Progressista

 Palestina
- Fatah
- Unione Democratica Palestinese
- Iniziativa Nazionale Palestinese

## America
Argentina
- Unión Cívica Radical (UCR) (Unione Civica Radicale)
- Partido Socialista (PS) (Partito Socialista)
- Partido GEN (GEN) (Partito GEN)
- Movimiento Libres del Sur (Movimento Libero del Sud)

 Brasile
- Partido Popular Socialista (PPS) (Partito Popolare Socialista)
- Partido Democrático Trabalhista (PDT) (Partito Democratico Laburista)
- Partido dos Trabalhadores (PT) (Partito dei Lavoratori)
- Partido Socialista Brasileiro (PSB) (Partito Socialista Brasiliano)
- Partido da Social Democracia Brasileira (PSDB) (Partito della Social Democrazia Brasiliana)

 Canada
- New Democratic Party - Nouveau Parti Démocratique (NCD) (Nuovo Partito Democratico)
- Parti Québécois (PQ)
- Bloc Québécois (BQ) (Blocco del Québec)

 Cile
- Convergencia Social (CS)
- Partido Socialista de Chile (PS) (Partito Socialista del Cile)
- Partido por la Democracia (PPD) (Partito per la Democrazia)
- Partido Radical de Chile (PR) (Partito Radicale del Cile)

 Giamaica
- People's National Party (PNP) (Partito Nazionale del Popolo)

 Honduras
- Partido de Inovación y Unidad (PINU) (Partito di Innovazione e Unità)

 Messico
- Partido de la Revolución Democrática (PRD) (Partito della Rivoluzione Democratica)